# Skipper

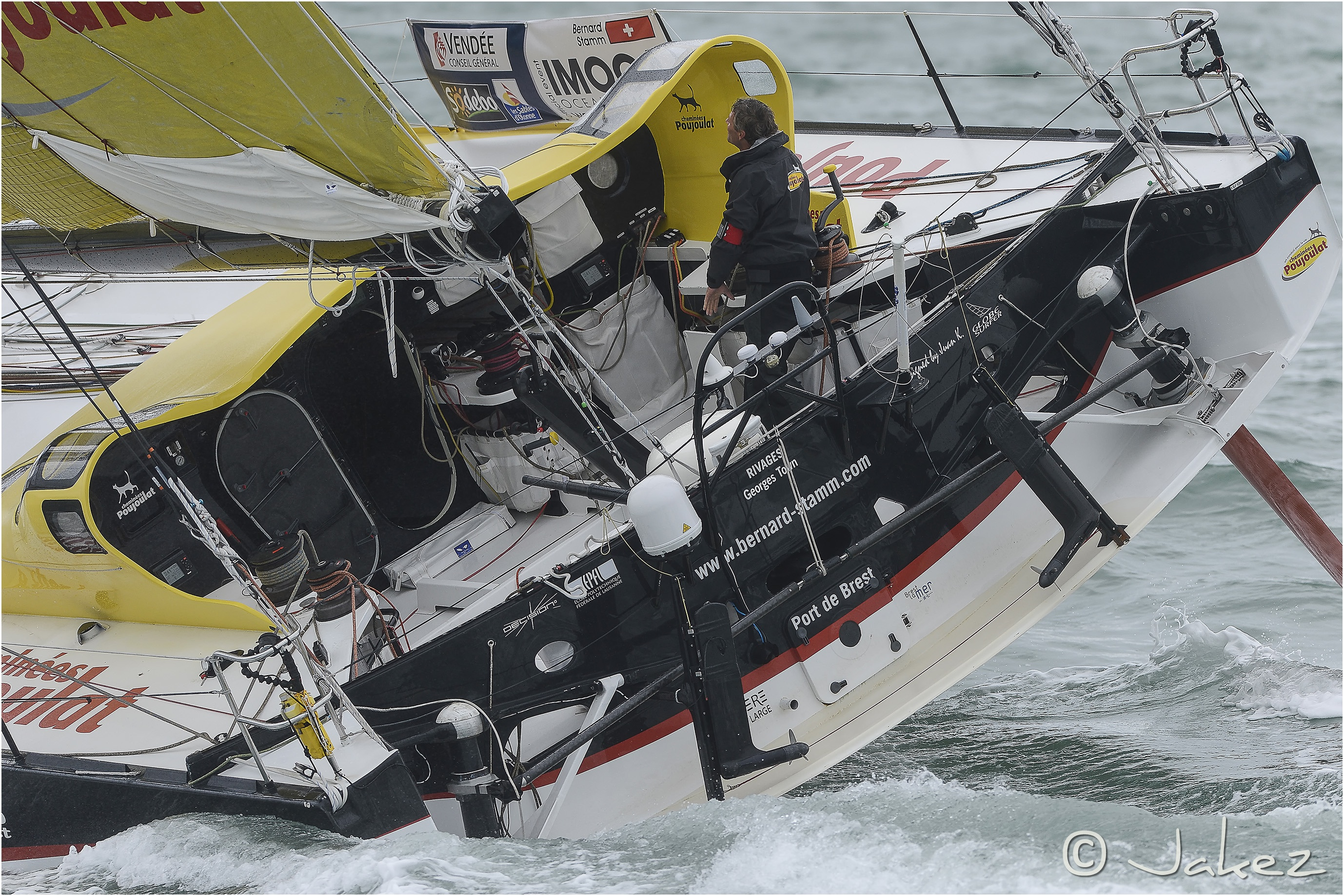
Skipper w trakcie sterowania jachtem podczas regat Vendée Globe

Skipper (skiper) – kapitan jachtu (szczególnie jednostek uczestniczących w regatach).